# 许美人 (汉朝)
许美人（1世纪—86年），东汉光武帝美人。
许氏生平、家世不详，仅知在建武十五年（39年）前生子刘英。因许美人无宠的缘故，其子刘英的封国在光武帝诸子中最小。光武帝在57年逝世，许美人应该是在此后获得太后封号，离开洛阳皇宫，抵达儿子封地居住。永平元年（58年），侄子许昌被特封为龙舒侯。
永平十三年（70年），儿子刘英因意图谋反被废楚王，徙丹阳郡泾县。楚太后许氏未受牵连，“勿上玺绶，留住楚宫”。第二年，刘英自杀。汉明帝下诏许太后曰：“国家始闻楚事，幸其不然。既知审实，怀用悼灼，庶欲宥全王身，令保卒天年，而王不念顾太后，竟不自免。此天命也，无可奈何！太后其保养幼弱，勉强饮食。诸许愿王富贵，人情也。已诏有司，出其有谋者，令安田宅。”元和三年（86年），许太后逝世，汉章帝遣光禄大夫持节吊祠，因留护丧事，赙钱五百万。

## 影視形象
- 秀麗江山之長歌行許胭脂吳謹言飾